# Pietro Secchia
Pietro Secchia [pjètro sékja], italijanski politik, antifašist in pisec, * 19. december 1903, Occhieppo Superiore, Piemont, † 7. julij 1973, Rim.

## Življenjepis
Pietro Secchia se rodi v Occhieppu Superiore v Pokrajini Biella, v družini delavskega razreda, njegov oče je bil aktivist Italijanske socialistične stranke. Uspešno je obiskoval klasični licej, vendar je bil zaradi revščine kmalu prisiljen iskati službo: že leta 1917 je bil najet kot uslužbenec, nato pa je delal v volnarski industriji. 

## Dela
- Boj proletarske mladine proti fašizmu (1930)
- Kaj je konzulta (1945)
- Izboljšati delovanje partije (1946)
- Stavka 14. julija (1948)
- Prihodnost je v rokah mladine (1949)
- Lenin in italijanska komunistična partija (1949)
- Komunisti in vstaja. 1943-1945 (1954)
- Odporništvo in zavezniki (1962)
- Zgodovina Odporništva (1965)
- Orožje fašizma (1971)
- Italijanska komunistična partija in osvobodilna vojna 1943-1945 (1971)